# Jean-Claude Biette
Jean-Claude Biette (* 6. November 1942 in Paris; † 10. Juni 2003 ebenda) war ein französischer Filmkritiker und Filmregisseur. Gelegentlich trat er in Filmen befreundeter Cinéasten als Darsteller auf.

## Leben
Jean-Claude Biette veröffentlichte erste Texte in den Cahiers du cinéma ab 1964. In der zweiten Hälfte der 1960er zog er für einige Jahre nach Italien, wo er u. a. als Assistent von Pier Paolo Pasolini arbeitete und erste eigene Kurzfilme drehte. Ende 1969 kehrte er nach Paris zurück. In den Jahren von 1977 bis 2002 realisierte er insgesamt sieben Langfilme. Ende 1991 gehörte er neben Serge Daney und einigen anderen zu den Gründern der Vierteljahreszeitschrift Revue de cinéma TRAFIC, die er bis zu seinem Tod im Jahr 2003 mitprägte. Zum zehnten Jahrestag seines Todes widmete TRAFIC ihm eine vollständige Nummer der Revue.

## Filmografie (Auswahl)

### Als Regisseur
- 1977: Le Théâtre des matières
- 1982: Loin de Manhattan
- 1989: Le Champignon des Carpathes
- 1993: Chasse gardée
- 1995: Le Complexe de Toulon
- 1999: Trois ponts sur la rivière
- 2002: Saltimbank

### Als Regie-Assistent
- 1967: Edipo Re (Regie: Pier Paolo Pasolini)

### Als Darsteller
- 1963: Die Karriere von Suzanne (La Carrière de Suzanne) (Regie: Éric Rohmer)
- 1967: Edipo Re (Regie: Pier Paolo Pasolini)
- 1969: Die Augen wollen sich nicht zu jeder Zeit schließen oder Vielleicht eines Tages wird Rom sich erlauben seinerseits zu wählen (Othon) (Regie: Straub-Huillet)
- 1992: Wintermärchen (Conte d’hiver) (Regie: Éric Rohmer)
- 1996: Es wird aufgegessen (Regie: Mathieu Amalric)

## Schriften (Auswahl)
- Poétique des auteurs. Cahiers du cinéma, Paris 1988, ISBN 2866420675.
- Qu’est-ce qu’un cinéaste?. Éditions P.O.L, Paris 2000, ISBN 978-2867447945.
- Cinémanuel. Éditions P.O.L, Paris 2001, ISBN 978-2867448249.